# Grotte du Bichon
La grotte du Bichon, appelée aussi grotte du Pélard est une petite cavité karstique dominant la vallée du Doubs à 846 m d'altitude située sur la commune de La Chaux-de-Fonds dans le Jura suisse.
Cette cavité est connue pour la découverte en 1956 d'os humains et d'ours brun datant du Paléolithique supérieur. Cette trouvaille est interprétée comme une scène d'accident de chasse, un rare cas d'identification d'un événement préhistorique.
Autre particularité de la grotte, une lame dont la matière première provient de l'Yonne démontre les grandes distances parcourues alors – soit par les objets (échanges), soit par les humains (déplacements).

## Localisation et situation de la grotte
La grotte du Bichon est située sur la commune de La Chaux-de-Fonds, en Suisse, à 846 mètres d'altitude. Faisant face aux Côtes du Doubs, le relief pour y accéder est escarpé, avec une moyenne de 40° de pente à l'entrée de la grotte. 
Les dimensions de la grotte sont moyennes. L'entrée, de 2 m de large pour 1 m de haut, permet d'accéder à une salle de 10 m de long pour 12 m de large, avec une hauteur qui varie entre 2 et 4 m. Passe cette première salle, la grotte s'évase une salle plus basse, d'environ 3 m sur 2 m, pour 3 m de hauteur. Tout au fond de la grotte enfin, à 5,5 m en-dessous de l'entrée de la cavité, s'ouvre un dernier espace. 
La stratigraphie du site présente un certain nombre d'éléments, marquée par une succession de couches d'éboulements, d'argile, de coulées stalagmitiques et de mondmilch. La grotte elle-même se trouve dans une région calcaire, karstique, définie ici comme Argovien dans le faciès Rauracien. 

## Historique des recherches
La grotte est explorée pour la première fois en 1948 par Raymond Gigon et Gilbert Kissling, deux spéléologues chaux-de-fonniers. Ils inspectent la cavité une première fois sans rien trouver de particulier, à part un long os visible qu'ils définissent comme étant celui d'un ruminant. Après avoir examiné la grotte, les deux hommes décident de revenir plus tard. Le site archéologique est découvert le 3 mars 1956 par François Gallay et Raymond Gigon. Cette visite, initialement prévue pour faire des relevés topographiques et pour récolter les ossements repérés en 1948, met au jour des ossements humains et d'ursidé. Ces éléments sont envoyés à Villy Aellen, paléontologue et directeur du musée d'histoire naturelle de Genève. Aellen identifie plusieurs espèces parmi les matériaux transmis. Le crâne humain est plus spécifiquement étudié par Marc-Rodolphe Sauter, anthropologue et chargé d'enseignement au musée d'histoire naturelle de Genève, qui l'identifie comme appartenant aux « Cro-Magnon » et le date de 40 000 ans avant notre ère.   
À la suite de ces trouvailles, un programme de fouille est lancé, d'avril 1956 à fin 1959. Les travaux se concentrent dans la zone d'étroiture où se trouvaient les os humains et dans la zone du laminoir. Lors de cette fouille, Gigon trouve le crâne humain et la première vertèbre cervicale de l'ours, contemporain de l'homme puisque situé au même niveau stratigraphique. 

Le 8 mai 1956, un premier silex taillé est découvert, suivi de huit autres. Marc-Rodolphe Sauter les situe entre le Gravettien et le Magdalénien, voire au Mésolithique, soit une période comprise entre 40 000 et 8 000 avant notre ère. En juillet 1956, Frédéric-Edouard Koby étudie des ossements de l'ours et conclut que l'animal était une femelle adulte d'ours brun, âgée de 4 ans lors de son décès. La fouille délivre finalement le squelette quasi complet de cette ourse à l'exception de quelques os longs, ainsi que les restes partiels d'un Homo sapiens, neuf pointes de silex et plusieurs centaines de fragments de charbon. Entre 1958 et 1959, les fouilles se concentrent sur la grande salle de la grotte, mais seules de nouvelles concentrations de charbon sont mises au jour. Les conditions de travail dans la grotte étant difficiles, les fouilles s'arrêtent en 1959.
En 1970, Michel Egloff et Marc-Rodolphe Sauter lancent une étude d'ensemble de la grotte pour recueillir des informations sur le l'environnement dans lequel l'ourse et l'homme du Bichon ont vécu. Cette recherche se base sur les pourcentages d'azote contenus par les os du Bichon, avec pour élément de comparaison les squelettes humains de Veyrier. En 1988, lors d'un programme de datation radiocarbone des gisements neuchâtelois par le laboratoire polytechnique de Zürich, Michel Egloff procure deux échantillons de charbon de saule prélevés « au voisinage immédiat de l'emplacement des squelettes ». Les datations absolues résultantes situent le gisement à l'Alleröd. 
En 1989, l'archéozoologue Philippe Morel réexamine les collections ostéologiques du Bichon à la demande de Marcel Jacquat, directeur du musée d'histoire naturelle de la Chaux-de-Fonds. Il découvre des petits morceaux de silex dans une des vertèbres de l'ourse et propose subséquemment une nouvelle hypothèse : celle de l'accident de chasse. Il dirige une nouvelle fouille, du 29 juin 1991 jusqu'en 1995. La méthode employée est la même que celle de Gigon quelques années auparavant. Ces recherches permettent de retrouver les os manquants de l'homme du Bichon et de l'ourse, dont les squelettes sont dorénavant complétés à 90%, mais aussi vingt-deux objets en silex et les restes d'autres animaux, notamment un chien et un ourson.

## Vestiges mis au jour
En 1956, des spéléologues ont découvert des ossements dans la grotte du Bichon. Il s'agit des squelettes enchevêtrés d'une ourse de 5 à 6 ans et d'un homme de 20 à 23 ans. À leurs côtés, du charbon de bois de saule et de pin sylvestre ainsi que de pointes aziliennes. Les datations au 14C indiquent que leur décès s'est produit il y a environ 13 000 ans, lors de la phase climatique tempérée de l'Alleröd, à la fin du Pléistocène récent.

### L'ourse du Bichon

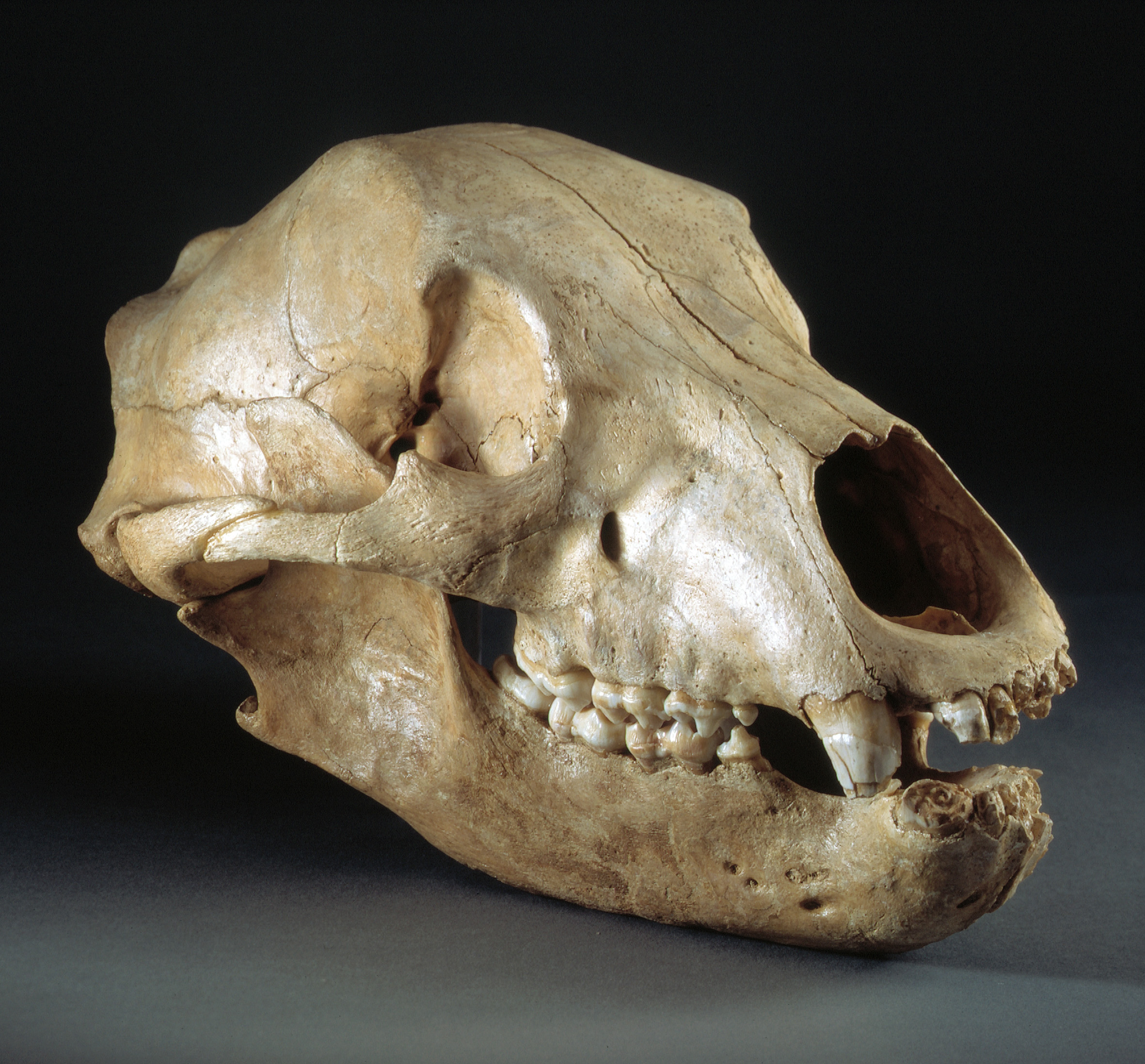
Crâne de l'ourse.

L'ourse est un ours brun, mesurant 95 cm au garrot. Des éclats de silex ont été retrouvés dans sa troisième vertèbre cervicale, laquelle ne présente pas de traces de guérison.   
La détermination de l'ourse est effectuée dans un premier temps par Frédéric-Édouard Koby. Ce dernier avait fixé son âge à quatre ans et demi, ainsi que son espèce, qui est celle de l'Ours brun (Ursus arctos). Il réfute l'affirmation de Marc-Rodolphe Sauter concernant sa datation haute dans le Paléolithique supérieur.     
Le squelette de l'ourse a tout de suite joué un rôle important dans l'étude du site. Comme il fut retrouvé quasiment complet lors des premières fouilles, il permit l'analyse paléontologique globale de l'espèce de l'ours brun. Cependant, la position du squelette, en contact direct avec le squelette humain, posait des problèmes d'interprétation. En effet, la compréhension initiale  de la scène plaçait cette dernière dans le contexte du « culte de l'ours ». Mais en l'absence d'autres éléments concordants, les archéologues durent réfléchir à d'autres hypothèses. En 1991, un impact de silex fut détecté dans la troisième vertèbre cervicale de l'ourse. Cette découverte permit de relancer les conjectures concernant l'épisode du Bichon, et notamment celle encore largement acceptée aujourd'hui : la scène de l'accident de chasse.    
Le squelette exhumé par les archéologues lors des deux fouilles est aujourd'hui presque complet. La disparition des éléments manquants est probablement due à des raisons diverses : les petits os peuvent avoir été confondus avec des cailloux et n'auraient donc pas été récoltés, mais il est aussi probable qu'ils se soient désagrégés de manière naturelle. Le squelette est en bon état de conservation, bien qu'on constate des dégradations comme des morsures ou une dissolution des os. Les morsures sont diverses. L'une, due à un grand carnivore, comme un loup ou un ours, a été perpétrée sur l'os encore frais. Les autres ont été commises par la suite par des rongeurs lorsque les os étaient déjà secs. Les dissolutions sont plus rares et ont été causées par l'exposition des ossements à l'air libre après la mort de l'ourse.    
L'étude ostéologique a permis de définir un grand nombre d'éléments relatifs à l'animal. L'étude du crâne et des dents, lors de leur découverte, a mené à la définition de l'espèce. La taille, le sexe et l'âge de l'animal ont été déterminés par une série de mesures faites sur les os longs de l'animal. Une étude approfondie des dents a montré que l'individu était une jeune femelle arrivée à maturité sexuelle. Une étude cémentochronologique a fixé l'âge de l'ourse autour des 5-6 ans mais n'a pas pu déterminer la saison de sa mort, ce qui ne permet pas d'approfondir les connaissances sur la période de la chasse à l'ours brun lors de l'Alleröd dans la région.

### L'homme du Bichon

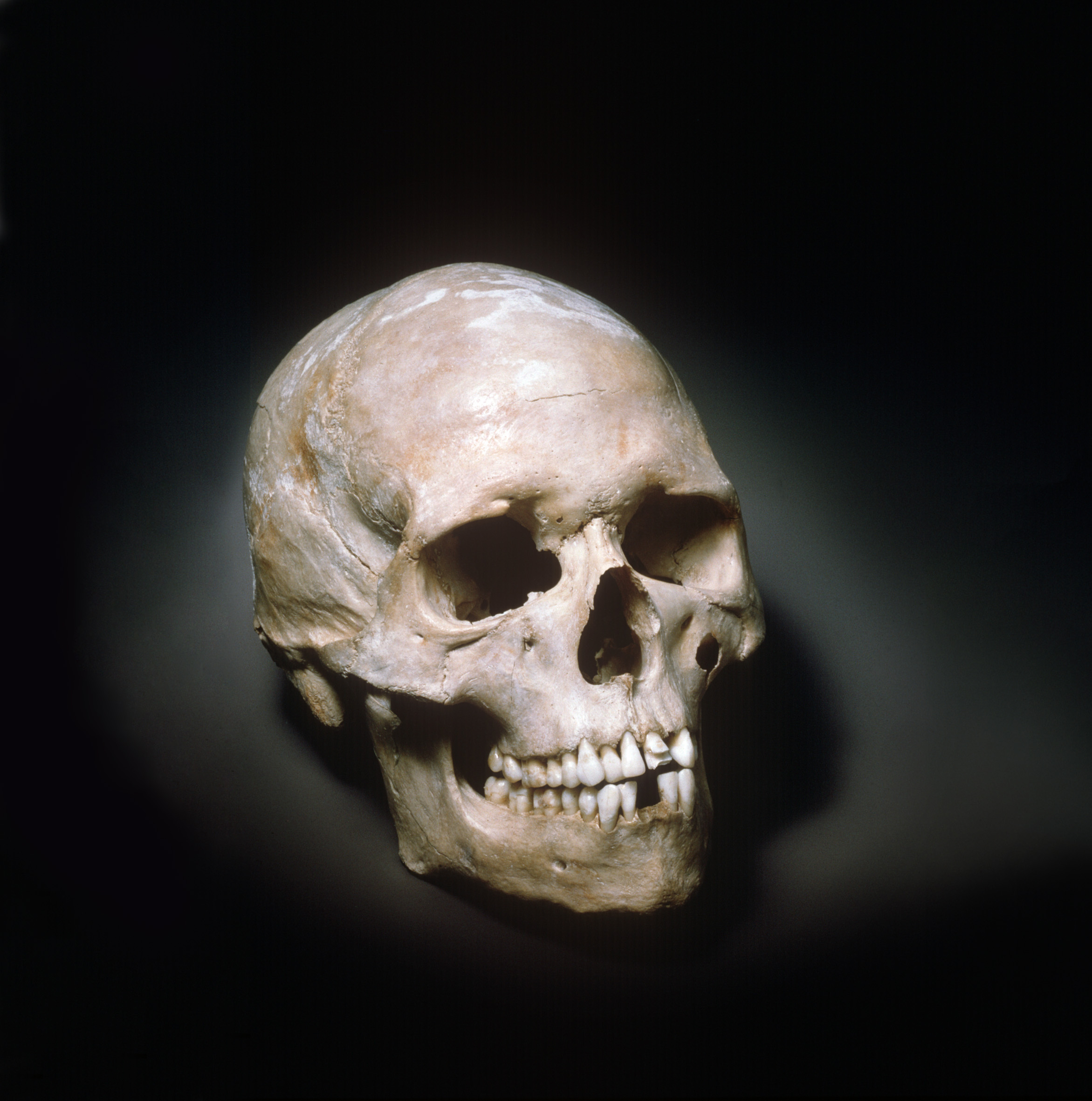
Crâne du chasseur.

Il s'agit du plus ancien squelette complet retrouvé en Suisse. D'une taille de 1,64 m, l'homme pesait un peu plus de 60 kg et se nourrissait essentiellement de viande comme l'a démontré une analyse au carbone 13 et à l'azote 15. Son bon état de conservation a permis d'effectuer une analyse d'ADN sur 70 % de son génome. Les gènes de la pigmentation ont révélé qu'il avait des yeux bruns, des cheveux noirs et la peau foncée,.  
L'usure dentaire et les soudures épiphysaires ont donné un âge approximatif d'environ 20 à 25 ans. Le crâne, mais aussi l'évasement de l'os coxal, ont identifié l'individu comme étant de sexe masculin. M.-R. Sauter avait tenté d'évaluer la taille de l'homme qu'il estimait être moyenne à petite en fonction de la clavicule et de l'astragale. Les fouilles de Philippe Morel ont mis au jour les os longs de l'homme du Bichon ; leur étude par Christian Simon permit de préciser que l'homme devait mesurer 1,64 m.     
Les ossements de l'homme du Bichon ne sont pas les plus anciens restes humains retrouvés sur le territoire suisse (on pense notamment au maxillaire supérieur de la grotte de Cotencher et à l'incisive de Saint-Brais, lesquels sont des vestiges Néandertaliens), mais selon différents experts, ils sont les mieux conservés et les plus complets pour leur période. Les analyses entreprises pour étudier le squelette sont d'ordre anthropologique biologique classique. Les résultats finaux  présentent un homme droitier, âgé de 20 à 23 ans au moment de sa mort. Son crâne montre une face large basse, des orbites rectangulaires et une ouverture nasale ample, typique des populations Cro-Magnon. Les traces de musculature sur les os longs révèlent que l'homme vivait dans un environnement de montagne. Son avant-bras moyen et sa jambe longue indiquent qu'il provient des régions nord-occidentales. L'homme était aussi atteint de diverses pathologies : il souffrait de troubles nutritionnels ou infectieux (visibles sur les dents), d'une pathologie osseuse (observable sur la dernière vertèbre lombaire), et portait des stigmates de traumatismes anciens.

### Matériel lithique
Le matériel en silex est composé de 32 pièces rapportées à 28 objets après remontages, soit une lame de couteau provenant de l'Yonne et 27 têtes de projectiles (16 lamelles à dos et 11 pointes à dos courbe correspondant à une phase postérieure à l'Azilien à bipointes). Sur ces 32 pièces, neuf avaient été mis au jour durant la fouille de Raymond Gigon, une par Michel Egloff en 1970 ou 1973, et les 22 autres lors de celle de Philippe Morelw. Ces silex sont présentés au musée du Laténium.
Les lamelles à dos et les pointes à dos courbe semblent presque toutes appartenir à un seul et même matériau, de couleur blanc crème avec des inclusions translucides gris clair. Toutes les pièces paraissent même avoir été détachées du même nodule, au vu de leur grande homogénéité. Leur matière première est du silex kimméridgien de Pleigne/Löwenburg, à 70 km au nord-est de la grotte. C'est un matériau de qualité, à grain fin, exploité dès le Paléolithique moyen et exporté au Paléolithique supérieur. On en a notamment trouvé des fragments sur le campement magdalénien de Neuchâtel/Monruz et sur les sites aziliens de Hauterive-Champréveyres et Monruz. Ce silex a été utilisé dans la partie nord de l'arc jurassien, comme dans la région des Trois-Lacs.
Une lame, utilisée vraisemblablement comme couteau, se démarque de l'ensemble : elle a été taillée dans un matériau provenant de l'Yonne (France). Ce matériau n'a été ni recensé dans les sites du Paléolithique supérieur ou de l'Azilien de la région, ni sur l'axe qui relie le Bichon à l'Yonne. Il n'a pas non plus été observé dans les trouvailles du Mésolithique et n'apparaît en Suisse occidentale qu'aux alentours de 3 900 avant J.-C., lors du Néolithique moyen II. L'objet est donc très particulier, au vu de la grande distance qui sépare le gîte d'extraction de son lieu de trouvaille.
On trouve des traces d'impact sur la quasi-totalité des pointes à dos courbe et sur toutes les lamelles à dos, ce qui permet de supposer que tous ces éléments étaient fichés dans l'ourse lorsqu'elle s'introduisit dans la grotte. La position des fragments corrobore cette hypothèse. Trois pointes à dos courbe se trouvaient près du crâne de l'ourse, ainsi qu'une pointe et une lamelle à dos dans ses côtes. Sous le crâne humain se trouvaient deux fragments d'une seule pointe, et deux lamelles à dos sont en retrait du reste du matériel. D'autres pointes ou lames ont pu atteindre l'ourse sur d'autres parties de son corps, comme l'encolure. Les derniers fragments sont plus difficiles à interpréter car ils gisent au-dessus de la faille du rocher et ont pu être déplacés au fil du temps.
Une étude sous loupe binoculaire montre que les fragments de silex dans la troisième vertèbre cervicale de l'ourse sont des parties de pointes et de lamelles à dos ; ces pièces ne peuvent pas être extraites de l'os. Trois pointes récupérées par la fouille sont probablement les autres parties des esquilles fichées dans l'os.

## Interprétations et hypothèses
Une première hypothèse avancée par les spéléologues lors de la découverte du squelette humain en 1956 supposait que la grotte était un lieu de sépulture. L'association des squelettes de l'ourse et de l'homme était alors interprétée de deux manières différentes. Soit l'individu était entré dans la grotte mais n'avait jamais pu en ressortir à cause de l'étroitesse du passage, soit il avait été enterré là. À la fin de la fouille de 1956, Raymond Gigon proposa plusieurs théories concernant la scène retrouvée dans la grotte du Bichon. L'une avançait que les morts de l'ourse et de l'homme auraient été dues à une chute mortelle dans la grotte, dans les parties profondes. Une autre mettait en avant la possibilité d'une lutte entre le chasseur et l'ourse, laquelle aurait attiré l'homme dans sa tanière. La troisième hypothèse supposait que la grotte aurait été un lieu de rituel funéraire accueillant les restes du chasseur, accompagné de ceux de l'ourse. Avec les résultats C14 de 1988, la troisième théorie proposée par Gigon se trouva modifiée. Avec les nouvelles informations, la sépulture ne serait plus que celle du chasseur, alors que l'ourse, tombée par inadvertance dans la cavité, n'aurait jamais réussi à en ressortir…  
La thèse développée par Philippe Morel lors de son étude ostéologique est celle de l'accident de chasse. L'homme du Bichon aurait traqué l'ourse à l'extérieur de la grotte et l'aurait blessée. Cette dernière se réfugie alors dans la grotte pour échapper au chasseur, mais celui-ci la suit dans la cavité. Il essaye dans un premier temps d'enfumer l'animal avec plusieurs petits feux, mais ne réussit pas à la débusquer. Il décide donc de rejoindre la bête pour l'affronter. Il la trouve dans la zone de l'étroiture et la croit morte. Mais agonisant, elle l'attaque une dernière fois, le tuant d'un coup de patte. L'ourse périt elle aussi sur place. Les silex retrouvés seraient ceux fichés au préalable dans le corps du plantigrade et les charbons seraient donc les vestiges des feux allumés par le chasseur pour enfumer la bête. Les résultats de la fouille permettent à Philippe Morel de suggérer un possible lien de parenté entre l'ourse et un ourson, dont ses restes ont été mis au jour dans la fouille de 1991, ce qui ferait de la grotte leur tanière. L'archéologue fait aussi un lien entre un chien, lui aussi trouvé lors de la fouille de 1991 et l'homme du Bichon. Dès 1992, des datations au radiocarbone infirment l'hypothèse du lien entre l'homme du Bichon et le chien. L'homme date de l'azilien, tandis que le chien est moderne. En 1997, des datations de charbon de saule et de pin sylvestre confirment les résultats de 1988 et la fréquentation de la grotte lors de l'Alleröd. Une autre date indique une occupation en 8000 av. J.-C. correspondant avec la datation des os de l'ourson. La théorie de la parenté entre les deux ours est donc elle aussi abandonnée.

## Découvertes diverses

### Faune
Bien que la grotte du Bichon soit surtout connue pour la scène malheureuse d'accident de chasse, on trouve 11 autres restes d'espèces animales dans la cavité, tant des espèces sauvages que des espèces domestiques. Les os sont dans un bon état de conservation, tout comme ceux de l'homme du Bichon ou de l'ourse. Furent identifiés des éléments de bœuf, de caprinés, de chien (interprété comme un teckel), d'un ourson, de chat, de soricidés, de Vespertilionidés (identifiés comme des chiroptères Myotis), de martre ou de fouine,  de cerfs, des animaux de la sous-famille des Arvicolinés, de Léporidés et finalement de poisson.
La majeure partie de la faune représentée dans la grotte n'est attestée que par un seul reste. Il semble que l'homme n'a donc pas utilisé la grotte comme dépotoir récurrent, au vu du peu de restes accumulés. L'hypothèse la plus probable serait que des carnivores ont emmené leurs victimes dans la cavité. Il est aussi possible qu'un certain nombre d'animaux, comme le chat, le lièvre, le lapin ou la martre peuvent avoir été bloqués dans la grotte ou amenés par des prédateurs, ainsi que des musaraignes ou d'autres rongeurs. Il est possible que les rongeurs sont venus de leur plein gré dans la grotte, comme on peut le voir avec les traces de morsures sur l'os du cerf. Le seul animal dont il est possible d'affirmer qu'il n'est pas venu volontairement dans la grotte est le poisson, dont on a retrouvé une seule arête dans la grotte. Les restes de chauve-souris sont soit des individus morts pendant l'hiver, soit des victimes de prédateurs. Tous les ossements démontrent une faune forestière encore actuelle, sauf le cerf. Une hypothèse a relié l'ourson à l'ourse et le chien à l'homme, mais les datations effectuées sur les animaux ont infirmé cette hypothèse : l'ourson a été daté d'environ 7550-7420 av. J.-C., tandis le chien, encore largement postérieur est daté entre 1670 et 1960 de notre ère.

## Collections
Aujourd'hui, les restes archéologiques sont conservés au musée du Laténium (Hauterive, canton de Neuchâtel) et ceux relatifs à la faune au Musée d'histoire naturelle de la Chaux-de-Fonds.